# Herb Wolbromia
Herb Wolbromia – jeden z symboli miasta Wolbrom i gminy Wolbrom w postaci herbu.

## Wygląd i symbolika
Herb przedstawia w polu błękitnym głowę Władysława Łokietka barwy cielistej z włosami i wąsami srebrnymi, w koronie złotej. Herb umieszczony jest na tarczy renesansowej.
Najprawdopodobniej herb w takim kształcie miał uhonorować domniemanego założyciela miasta – Władysława Łokietka.

## Historia
Najstarsze wizerunki herbu pochodzą z XV wieku. Od XVI do XVIII wieku herb przedstawiał popiersie króla. W XVIII wieku próbowano zastąpić dotychczasowy herb Orłem Białym, który jednak się nie przyjął. Już bowiem w wizerunku powstałym na potrzeby Albumu Heroldii Królestwa Polskiego widniało godło zbliżone do współczesnego. W latach 1869–1931 Wolbrom był pozbawiony praw miejskich, a co za tym idzie, prawa do używania herbu.